# Староіванівська сільська рада
Староіва́нівська сільська́ ра́да — колишній орган місцевого самоврядування в Охтирському районі Сумської області. Адміністративний центр — село Стара Іванівка.

## Загальні відомості
- Населення ради: 1 004 особи (станом на 2001 рік)

## Населені пункти
Сільській раді підпорядковані населені пункти:
- с. Стара Іванівка
- с. Будне
- с. Климентове
- с. Піски
- с. Поділ
- с. Сосонка

## Склад ради
Рада складається з 14 депутатів та голови.
- Голова ради: Шушман Андрій Васильович
- Секретар ради: Гудим Віктор Іванович

### Керівний склад попередніх скликань
| Прізвище, ім'я, по батькові | Основні відомості                                                 | Дата обрання | Дата звільнення |
| --------------------------- | ----------------------------------------------------------------- | ------------ | --------------- |
| Шушман Андрій Васильович    | Сільський голова, 1969 року народження, освіта вища, безпартійний | 26.03.2006   | 31.10.2010      |
| Шушман Андрій Васильович    | Сільський голова, 1969 року народження, освіта вища, безпартійний | 31.10.2010   |                 |

Примітка: таблиця складена за даними сайту Верховної Ради України